# Tonga
Tonga (în tongană: Puleʻanga Fakatuʻi ʻo Tonga), oficial Regatul Tonga, este o țară insulară independentă și suverană din Oceanul Pacific. Cunoscut pentru mult timp ca "Insulele Prietenoase" sau "Perla Pacificului de Sud", Arhipelagul Tonga păstrează o cultură populară, un popor și o limbă unică în lume. Nuku’alofa este orașul-port cel mai mare și centrul administrativ al regatului.

## Istorie
Arhipelagul este populat la începutul mileniului I de către triburi venite din Samoa. Pentru o perioadă scurtă la începutul mileniului II, Tonga a fost un regat puternic, cu tendințe imperialiste, care se întindea din actualul teritoriu al Insulelor Fiji până în Insulele Societății din actuala Polinezie Franceză. Acest regat cuprindea și o parte din Micronezia – teritoriul actualului stat Kiribati. Prima dinastie legendară a Regatului Tonga a fost Tu’i Tonga, fondată de triburile venite din Samoa. A fost urmată de Tu’i Ha’atakalua– cea mai durabilă, dar a pierit odată cu regatul lui George Tupou, iar dinastia Tu’i Kanotupolu a fost fondată de George Tupou I, și domnește și astăzi. Olandezii Willem Corneliszoon Schouten și Abel Janzsoon Tasman sunt primii europeni care au vizitat insulel Tonga, în 1616 respectiv 1643. Marele căpitan englez James Cook întreprinde două vizite, în 1773 și 1774, care denumește arhipelagul Insulele Prietenoase – denumire care a rămas în timp, întocmind și primele hărți corecte și precise. De asemenea, căpitanul Cook a revendicat arhipelagul pentru Imperiul Britanic. La începutul secolului XIX, misionari neo-protestanți (metodiști, mormoni) au sosit în Tonga și în scurt timp au evanghelizat populația. Un mare succes l-au avut misionarii Bisericii lui Iisus Hristos a Sfinților din Zilele din Urmă, ei lăsându-și o mare amprentă asupra istoriei regatului Tonga. Misiunea din Nuku’alofa a acestei biserici a fost cea mai prolifică dintre toate care le-a avut de-a lungul timpului, creștinând astfel peste 15.000 de tongani. În 1845, Taufa’ahau Tupou – o căpetenie de trib care a fost convertită la creștinism a preluat puterea asupra insulelor, unificând toate triburile într-un stat puternic. În 1865 a fost construit Palatul Regal din Nuku’alofa. În 1875, el a luat numele de George Tupou I, a scris Constituția Regatului Tonga (care este și acum în vigoare – conține valori europene și tongane), și-a luat titlul de Rege al Insulelor Prietenoase (fondând astfel monarhia constituțională). Anul 1875 a fost primul în care s-au folosit actualele simboluri naționale ale Regatului Tonga – drapelul, stema și imnul național (vezi mai sus). I-a urmat nepotul său, George Tupou al II-lea, care a semnat "Tratatul de Prietenie și Protecție" cu Marea Britanie, transformând Tonga într-un protectorat al Imperiului Britanic, deși Tonga rămâne singurul stat din Pacificul de Sud care nu a fost niciodată colonizat de puteri străine. I-a urmat fiica sa, Regina Salote Tupou, care a avut o domnie pașnică, care a creat premisele pentru obținerea independenței depline. La moartea ei, în 1965, tronul a fost ocupat de fiul Tupouto’a Tungi – premier din 1949, care și-a luat numele de Taufa’ahau Tupou al IV-lea. În 1970, suveranul a obținut independența completă a Regatului Tonga față de Regatul Marii Britanii și Irlandei de Nord.

## Geografie
Tonga este un arhipelag de 150 de insule și insulițe, dintre care 40 locuite. Reprezintă singura și cea mai veche monarhie din Pacificul de Sud. Insulele pe care micul regat le conține sunt grupate în 3 grupuri geografice (Tongatapu, Ha’apai, Vava’u) respectiv 5 unități administrative (`Eua, Tongatapu, Ha’apai, Vava’u, Niuas). Insulele se întind pe aproximativ 360.000 km2. Cel mai înalt punct al Regatului Tonga este Vulcanul Kao (1.030 m), de pe insula omonimă, din grupul Ha’apai. Clima este tropical-oceanică, cu o medie anuală apropiată de 22 °C.
| Date climatice pentru Nukuʻalofa | Date climatice pentru Nukuʻalofa | Date climatice pentru Nukuʻalofa | Date climatice pentru Nukuʻalofa | Date climatice pentru Nukuʻalofa | Date climatice pentru Nukuʻalofa | Date climatice pentru Nukuʻalofa | Date climatice pentru Nukuʻalofa | Date climatice pentru Nukuʻalofa | Date climatice pentru Nukuʻalofa | Date climatice pentru Nukuʻalofa | Date climatice pentru Nukuʻalofa | Date climatice pentru Nukuʻalofa | Date climatice pentru Nukuʻalofa |
| Luna                             | Ian                              | Feb                              | Mar                              | Apr                              | Mai                              | Iun                              | Iul                              | Aug                              | Sep                              | Oct                              | Nov                              | Dec                              | Anual                            |
| -------------------------------- | -------------------------------- | -------------------------------- | -------------------------------- | -------------------------------- | -------------------------------- | -------------------------------- | -------------------------------- | -------------------------------- | -------------------------------- | -------------------------------- | -------------------------------- | -------------------------------- | -------------------------------- |
| Maxima medie °C (°F)             | 28 (82)                          | 29 (84)                          | 28 (82)                          | 27 (81)                          | 26 (79)                          | 25 (77)                          | 25 (77)                          | 24 (75)                          | 25 (77)                          | 25 (77)                          | 27 (81)                          | 27 (81)                          | 26 (79)                          |
| Media zilnică °C (°F)            | 25 (77)                          | 25 (77)                          | 25 (77)                          | 24 (75)                          | 23 (73)                          | 21 (70)                          | 21 (70)                          | 21 (70)                          | 21 (70)                          | 22 (72)                          | 23 (73)                          | 23 (73)                          | 23 (73)                          |
| Minima medie °C (°F)             | 22 (72)                          | 22 (72)                          | 22 (72)                          | 21 (70)                          | 20 (68)                          | 18 (64)                          | 17 (63)                          | 18 (64)                          | 17 (63)                          | 19 (66)                          | 20 (68)                          | 20 (68)                          | 20 (68)                          |
| Minima istorică °C (°F)          | 16 (61)                          | 17 (63)                          | 15 (59)                          | 15 (59)                          | 13 (55)                          | 11 (52)                          | 10 (50)                          | 11 (52)                          | 11 (52)                          | 12 (54)                          | 13 (55)                          | 16 (61)                          | 10 (50)                          |
| Ploaie mm (inches)               | 130 (5.12)                       | 190 (7.48)                       | 210 (8.27)                       | 120 (4.72)                       | 130 (5.12)                       | 100 (3.94)                       | 100 (3.94)                       | 130 (5.12)                       | 110 (4.33)                       | 90 (3.54)                        | 100 (3.94)                       | 120 (4.72)                       | 1.530 (60,24)                    |
| Umiditate [%]                    | 77                               | 78                               | 79                               | 76                               | 78                               | 77                               | 75                               | 75                               | 74                               | 74                               | 73                               | 75                               | 75,9                             |
| Nr. mediu de zile ploioase       | 11                               | 13                               | 14                               | 12                               | 12                               | 10                               | 10                               | 12                               | 10                               | 10                               | 10                               | 10                               | 134                              |
| Sursă: Weatherbase               |                                  |                                  |                                  |                                  |                                  |                                  |                                  |                                  |                                  |                                  |                                  |                                  |                                  |

## Demografie și limbă
Regatul Tonga are o populație de 104.227 de locuitori, în condițiile în care în 1926 avea doar 27.000. Fiind unul dintre cele mai omogene state din lume (98% tongani), dintre minoritățile din Tonga amintim: europenii și insularii din Pacific, în special din insula Rotuma, populată de polinezieni, dar aparținând de Republica Insulelor Fiji. Toți tonganii sunt creștini. Cei mai mulți sunt protestanți wesleyeni (45%), dar Tonga este țara cu cea mai mare concentrație de mormoni din lume (35%). Restul populației este romano-catolică sau adventistă. Tonganii sunt polinezieni, înrudindu-se cu samoanii, tuvaluanii și insularii din Insulele Cook. Limba tongană face parte din familia austroneziană, grupul polinezian, fiind asemănătoare în mică măsură cu limba samoană. Tongana este limba maternă majoritatea populației regatului. Tongana are o mare ușurință în asimilarea și împrumutarea cuvintelor din diverse limbi străine. A doua limbă oficială este engleza, care constituie a doua limbă pentru 30% din populație. Obiceiurile tongane sunt asemănătoare cu cele ale europenilor. În zonele urbane, populația trăiește in case de beton, asemănătoare caselor modulare din Australia și Noua Zeelandă.

## Așezări omenești
Centrul administrativ al mini-regatului este orașul Nuku’alofa, situat pe țărmul nordic al insulei Tongatapu – ce mai mare din regatul Tonga. După 1980 s-a creat o zonă metropolitană care cuprinde întreaga insulă Tongatapu, cu o populație de 66.000 de locuitori. Industria este dezvoltată prin ramurile sale: artizanală și navală. În Nuku’alofa își are sediul Universitatea ’Atenisi și un muzeu. Al doilea oraș ca mărime este Neiafu – în insula Vava’u, urmat de Pangai, în Ha’apai.

## Politică
Principalul partid din Tonga este Mișcarea pentru Drepturile Omului și Democrație.
La 15 martie 2012, regele George Tupou al V-lea a contactat pneumonie și a fost spitalizat la spitalul "Regina Maria" din Hong Kong. Mai târziu a fost diagnosticat cu leucemie. Starea lui de sănătate s-a deteriorat rapid și a murit la 3:15 p.m. la 18 martie 2012. A fost succedat de fratele său mai mic, Tupou al VI-lea.

## Economie
Economia regatului Tonga cunoaște în ultimii ani un progres puternic. Agricultura este principala ramură economică. Pe insula Tongatapu s-a dezvoltat un parc industrial, dominat de industria artizanală și navală. Pescuitul este o ramură economică importantă. Produse exportate: cocos, dovleacul, vanilia, citricele, bananele, ananași, taro. Grupul Ha’apai conține cele mai multe plantații ca procent din teritoriu din tot regatul.

## Turism
Turismul este o parte importantă a economiei tongane. Supranumit "Perla Pacificului de Sud", Regatul Tonga este vizitat anual de 100.000 de turiști. Ei sunt atrași de peisajele tipice Pacificului de Sud – insule tropicale, cu nisip alb și fin, palmieri și ape albastre. Cultura populară și produsele artizanale (scullpturile în lemn, țesăturile "tapa" și "ngatu") prezintă un interes deosebit pentru străini.